# Cocker spaniel amerykański
Cocker spaniel amerykański – jedna z ras psów, należąca do grupy psów aportujących, płochaczy i psów wodnych. Zaklasyfikowana do sekcji płochaczy. Typ wyżłowaty.
Według klasyfikacji FCI nie podlega próbom pracy.

## Rys historyczny
Rasa pochodzi od cocker spanieli angielskich, które około 1880 roku sprowadzono do Ameryki. Tu w latach 30. XX wieku uznano je za oddzielną rasę. W Anglii uczyniono to 35 lat później. W amerykańskich warunkach bardziej przydatny był mniejszy pies (polowano na drobniejsze niż w Anglii ptactwo), dlatego dążono do zmniejszenia jego rozmiarów. W latach 40. XX wieku cocker spaniel amerykański był najliczniej reprezentowaną rasą w rejestrach American Kennel Club.

## Wygląd

### Budowa
- głowa jest mocno zaokrąglona, czaszka z wydatnymi kośćmi pod brwiami; kufa krótsza niż u angielskiego cocker spaniela. Stop bardzo wyraźnie zaznaczony.
  - oczy od orzechowych do czarnych, pożądane jak najciemniejsze; okrągłe w kształcie.
  - uszy zwisają, osadzone na poziomie oczu lub poniżej ich dolnej krawędzi.
- tułów jest zwarty, optycznie mocny, głęboka klatka piersiowa.
  - ogon jest noszony na wysokości grzbietu lub tuż ponad nim.

### Szata i umaszczenie
Szata jest gładka lub lekko sfalowana, jedwabista, gęsta, dłuższa niż u angielskiego cocker spaniela. Umaszczenie jest zróżnicowane.

## Zachowanie i charakter
Psy tej rasy są łagodne, energiczne. Kochają człowieka. Nie sprawiają większych problemów, kiedy zostają same w domu. Są zrównoważone, nie należą do psów lękliwych. 

## Użytkowość
Dziś najczęściej jest hodowany jako pies rodzinny, do towarzystwa. W 1995 roku uznawany był za jedną z najpopularniejszych ras w USA.

## Zdrowie i pielęgnacja
Rasa o bujnej szacie, ale nie sprawiającej większych problemów przy systematycznej pielęgnacji. Kąpiele, strzyżenie i czesanie raz na 2-4 tygodnie. Uwielbia towarzystwo człowieka, bez znaczenia czy na kanapie w domu, czy na dłuższym spacerze, pies dla każdego. Lubi spacerować, ale dłuższe wycieczki nie są konieczne.